# Гривенський (Новосибірська область)
Гривенський (рос. Гривенский) — селище у Здвінському районі Новосибірської області Російської Федерації.
Входить до складу муніципального утворення Рощінська сільрада. Населення становить 2 особи (2010).

## Історія
Згідно із законом від 2 червня 2004 року органом місцевого самоврядування є Рощінська сільрада.

## Населення
| 2002 | 2007 | 2010 |
| ---- | ---- | ---- |
| 61   | ↘3   | ↘2   |